# Juan Rodríguez Cabrillo
Juan Rodríguez Cabrillo (Portuguisisk João Rodrigues Cabrilho) (c. 1499 – 3. januar 1543) var en portugisisk opdagelsesrejsende. Han var leder af den første europæiske ekspedition som udforskede området der nu er kendt som USA's vestkyst.
Cabrillo forlod havnebyen Navidad (Acapulco) i Mexico den 25. juni 1542. 
Tre måneder senere, den 28. september 1542, ankom han til en fremragende naturhavn, som i dag er kendt under navnet San Diego Bay.
Historikere mener at hans flagskib, San Salvador, kastede anker ved Point Lomas østside, hvor der blev rejst et monument i 1913 (Cabrillo National Monument). 
Cabrillo døde den 3. januar 1543, under samme ekspedition, efter komplikationer med et brækket ben, som han havde pådraget sig under kamp mod indianere.